# Chartocerus musciformis
Chartocerus musciformis är en stekelart som beskrevs av Victor Ivanovitsch Motschulsky 1859. Chartocerus musciformis ingår i släktet Chartocerus och familjen långklubbsteklar. Inga underarter finns listade i Catalogue of Life.